# Yoann Lemoine
Yoann Lemoine (Tassin-la-Demi-Lune, 16 de marzo de 1983), también conocido por su nombre artístico Woodkid, es un músico, realizador y diseñador gráfico francés. 

## Historia
Yoann Lemoine estudió ilustración y animación en la Escuela Emile Cohl, donde fue diplomado con honores, y después se marchó a Londres para cursar serigrafía en el Swindon College. En 2004 se instaló en París para trabajar en la agencia de diseño gráfico H5, y un año más tarde incursó en el cine. Primero formó parte del equipo de Luc Besson que desarrolló la película "Arthur y los Minimoys" (2005) y después hizo los bocetos de la cinta "Marie Antoinette" (2006), dirigida por Sofia Coppola.
En 2008 comenzó a hacer trabajos como director de anuncios. En el panorama publicitario ganó cinco Leones (dos de Oro) en el Festival Internacional de Publicidad de Cannes entre 2009 y 2010. Sin embargo, ganó mayor fama como realizador de videos musicales. En 2010 dirigió "Teenage Dream" de Katy Perry y "Back to December" de Taylor Swift, por los que se dio a conocer a nivel internacional. Un año después se encargó del videoclip "Born to Die" de Lana del Rey, con la que ha colaborado posteriormente. En 2012 fue nominado a seis premios MTV Video Music Awards por sus distintos videos para Lana del Rey y Drake.
En lo que respecta a su carrera musical, bajo el pseudónimo Woodkid, el 28 de marzo de 2011 lanzó su primer EP Iron. El sencillo “Iron” fue utilizado para promocionar el videojuego Assassin's Creed: Revelations. Un año después publicó su segundo single "Run Boy Run" el cual fue utilizado para promocionar el juego Dying Light en 2013, y por su videoclip fue nominado a un Premio Grammy de 2013 en la categoría de "Mejor video musical de formato corto". Su primer álbum, "The Golden Age", fue publicado el 18 de marzo de 2013.

## Discografía
Sencillos y EP 
- 2011: Iron
- 2012: Run Boy Run
- 2013: I Love You
- 2018: Goliath
- 2020:  Pale Yellow

Álbumes de estudio 
- 2013: The Golden Age
- 2020: S16

## Videografía
| Canción                     | Artista             | Año  |
| --------------------------- | ------------------- | ---- |
| "Ce Jeu"                    | Yelle               | 2008 |
| "Faut-il, faut-il pas ?"    | Nolwenn Leroy       | 2009 |
| "Mistake"                   | Moby                | 2009 |
| "Teenage Dream"             | Katy Perry          | 2010 |
| "Back to December"          | Taylor Swift        | 2010 |
| "Dreaming of Another World" | Mystery Jets        | 2010 |
| "Wastin' Time"              | The Shoes           | 2011 |
| "Born to Die"               | Lana del Rey        | 2011 |
| "Iron"                      | Woodkid             | 2011 |
| "Take Care"                 | Drake (con Rihanna) | 2012 |
| "Blue Jeans"                | Lana del Rey        | 2012 |
| "Run Boy Run "              | Woodkid             | 2012 |
| "I Love You"                | Woodkid             | 2013 |
| "The Golden Age"            | Woodkid             | 2014 |
| "Sign of the Times"         | Harry Styles        | 2017 |
| "Goliath"                   | Woodkid             | 2020 |
| "In Your Likeness"          | Woodkid             | 2020 |